# Joseph Lovering
Joseph Lovering (Boston, 1813 — Boston, 1892) foi um matemático estadunidense.